# Edthof (Büchlberg)
Edthof ist ein Gemeindeteil von Büchlberg im niederbayerischen Landkreis Passau.
Es ist ein Dorf und hat insgesamt 35 Einwohner.